# Altvioolconcert (Pēteris Vasks)
Pēteris Vasks voltooide zijn Altvioolconcert in 2015.
Vasks zag in de altviool dé uitlaatklep voor een melancholische stemming, waarin hij zich in de jaren 2014/2015 bevond. Via het muziekinstrument reflecteert Vasks op het leven, Bis Records omschreef het als een monoloog van en gericht tegen hemzelf. Tweede thema in de muziek is melodie.
Het concerto heeft een vierdelige opzet:
1. Andante: een zangerige altviool (lees lange melodielijnen) begint in het lage register, waarbij de solostem steeds opvallender wordt;
2. Allegro moderato; dit tweede deel contrasteert met het eerste; het is volksachtige muziek in een bijna dansvorm, in dit deel zit een eerste vurige cadenza;
3. Andante: het somberste deel van het concert, de solist en het orkest zitten in wanhoop, met een monoloog voor de solist (vergeleken met een cadenza); ook het dies irae komt voorbij
4. Adagio: dit deel sluit qua stemming aan op het derde, maar de componist beweegt van mineur naar majeur hetgeen als een teken van optimisme kan worden beschouwd.

Die draaiing is in meer werken van Vasks terug te vinden, aldus Bis.
Het werk ging op 20 mei 2016 in première bij het BBC National Orchestra of Wales onder leiding van Edwin Outwater, die tevens solist was. Vasks droeg het werk op aan Maksim Rysanov, die het concert regelmatig promootte. Zo nam hij het werk in november/december 2021 mee tijdens een tournee door Nederland met de strijksectie van Phion. Zij deden daarbij Muziekcentrum Enschede, Musis Sacrum (Arnhem), Cultura Ede en de Walburgiskerk in Zuthpen aan. Phion meldde daarbij dat het concert speciaal voor Rysanov is geschreven; in hun ogen was het een “warmbloedig concert” vol van emotie, wendend van melancholie tot gelukzaligheid. Het werk moest zich daarbij staande houden tussen werken van meer klassieke componisten: Edward Elgar (Introductie en allegro), Antonín Dvořák (Nocturne in B, opus 40) en Béla Bartók (Divertimento).
Vasks schreef het werk voor solo-altviool begeleid door violen, altviolen, celli, contrabassen.